# Conflict in Vietnam
Conflict in Vietnam  est un jeu vidéo de type wargame créé par Sid Meier et Ed Bever et publié par MicroProse en 1985 sur Apple II,Atari 8-bit Commodore 64 et IBM PC. Le jeu est le dernier volet de la série de wargames Command de MicroProse, après Crusade in Europe (1985) et Decision in the Desert (1985). Le jeu se déroule au Viêt Nam entre 1954 et 1972 et retrace des événements de la guerre d'Indochine et de la guerre du Viêt Nam. Il propose cinq scénarios qui simulent respectivement la bataille de Diên Biên Phu, la bataille de Ia Drang, la bataille de Khe Sanh, la bataille de Fishhook et la bataille de Quank Tri. Chaque scénario propose différentes variantes, que ce soit sur la période couverte ou le déploiement initial des troupes. Il est basé sur un moteur de jeu en temps réel. L’action se déroule donc en continu, sans être interrompue par des tours ou des phases de jeu, et le joueur peut à tout moment donner des ordres à ses troupes,,.